# Championnats d'Europe d'haltérophilie 1993
Navigation
Édition précédente Édition suivante
Les championnats d'Europe d'haltérophilie 1993, soixante-douzième édition des championnats d'Europe d'haltérophilie, ont eu lieu en 1993 à Sofia, en Bulgarie.